# Barsanuphius von Palästina

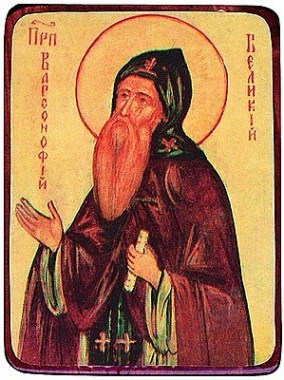
Barsanuphius von Palästina

Barsanuphius von Palästina (* um 450 in Ägypten; † 540 in Gaza) war ein ägyptischer Mönch und Einsiedler des 5./6. Jahrhunderts, der mit vielen Personen seiner Zeit kommunizierte und somit eine Fülle von Briefen hinterließ. Seine Gedenktage sind der 11. April (katholisch) bzw. der 6. Februar (orthodox).

## Vita
Über die Herkunft des Barsanuphius ist so gut wie nichts bekannt. Als junger Mann ging er in ein vom Abt Marcellus geleitetes Kloster, das er jedoch zugunsten eines von Abt Seridos geführten Klosters verließ; dort lebte er 18 Jahre lang quasi als Einsiedler – nur besucht vom Abt, der ihm die Kommunion brachte. Er korrespondierte hauptsächlich mit Johannes dem Propheten, dem Abt des Klosters Merosala und Lehrer des Dorotheus von Gaza. Aus ihrem Briefwechsel entstand ein Buch mit dem Titel Antworten. Nach dem Tod des Abtes und seines Briefpartners lebte er – angeblich ohne Nahrung – 50 Jahre lang zurückgezogen in seiner Mönchszelle.

## Verehrung
Seine Reliquien wurden im 9. Jahrhundert von einem palästinensischen Mönch aus Furcht vor den Sarazenen nach Oria in Apulien, Italien überführt und von Bischof Theodosius in der heutigen Kirche San Francesco da Paola aufgebahrt. Während einer Besetzung der Stadt durch die Mauren gingen die Reliquien verloren, wurden aber später angeblich wieder aufgefunden und in die Hauptkirche der Stadt gebracht.
In Oria wird ihm die Rettung der Stadt vor der Zerstörung durch fremde Invasoren zugeschrieben. Eine Legende besagt, dass er eine Invasion der Spanier verhindert habe, indem er ihrem Kommandeur mit einem Schwert in der Hand erschienen sei. Während des Zweiten Weltkriegs soll er sein blaues Gewand über den Himmel gebreitet und so einen Regensturm ausgelöst haben, wodurch eine Bombardierung der Stadt durch die Alliierten verhindert worden sei.

## Zitat
„Wenn dich jemand schlägt, gegen dich fehlt, deine Ehre raubt, dich rühmt oder verurteilt, dich ehrt oder bedrängt oder dir Wohlwollen entgegenbringt, dann musst du das alles vergessen, das für etwas Überflüssiges halten und dich niemals davon berühren lassen.“